# Revue française d'histoire du livre
La Revue française d'histoire du livre est une revue scientifique traitant de l'histoire du livre et de bibliographie.

## Historique
La Revue française d'histoire du livre, créée sous l'impulsion notamment de Louis Desgraves et Henri-Jean Martin commence à paraître en 1971. Le rythme de parution est aujourd'hui annuel, après avoir connu des périodes pendant lesquelles il était trimestriel ou semestriel.
Son siège est à Bordeaux (Bibliothèque municipale). La revue est publiée sous l'égide de la Société des bibliophiles de Guyenne, société savante fondée en 1866 par Jules Delpit et quelques autres érudits. Depuis quelques années, elle est diffusée par la Librairie Droz (Genève). 
La Revue française d'histoire du livre succède au Bulletin de la Société des bibliophiles de Guyenne, publié entre 1931 et 1970 (avec une interruption entre 1943 et 1945).
Avant 1931, la Société des bibliophiles de Guyenne s'attache à publier de façon scientifique des œuvres majeures de la littérature française mal établies ou inconnues jusqu'ici, en particulier les Essais de Montaigne et des œuvres inédites de Montesquieu.